# Гуцулівка
Гуцулі́вка —  село в Україні, у Матеївецькій сільській громаді Коломийського району Івано-Франківської області.
12 червня 2020 року село увійшло до меж нового Коломийського району..

## Географія
Село розташована на лівому березі річки Цуцулин, правій притоці Пруту.